# Elmira Colonels
Elmira Colonels fue un equipo de baloncesto estadounidense que jugó en la ABL durante dos temporadas. La sede estaba en la ciudad de Elmira, Nueva York.

## Historia
El equipo comenzó su participación en la ABL en 1951, acabando en la segunda posición de la temporada regular solo por detrás de los Scranton Miners, pero a pesar de ello no disputaron los playoffs. Al año siguiente fueron terceros, siendo eliminados en las semifinales por el título por los Wilkes-Barre Barons.

## Trayectoria
| Año     | Liga | Temp. Regular | Playoffs              |
| ------- | ---- | ------------- | --------------------- |
| 1951/52 | ABL  | 2º            |                       |
| 1952/53 | ABL  | 3º            | Pierde en semifinales |